# Synagoge (Pelhřimov)

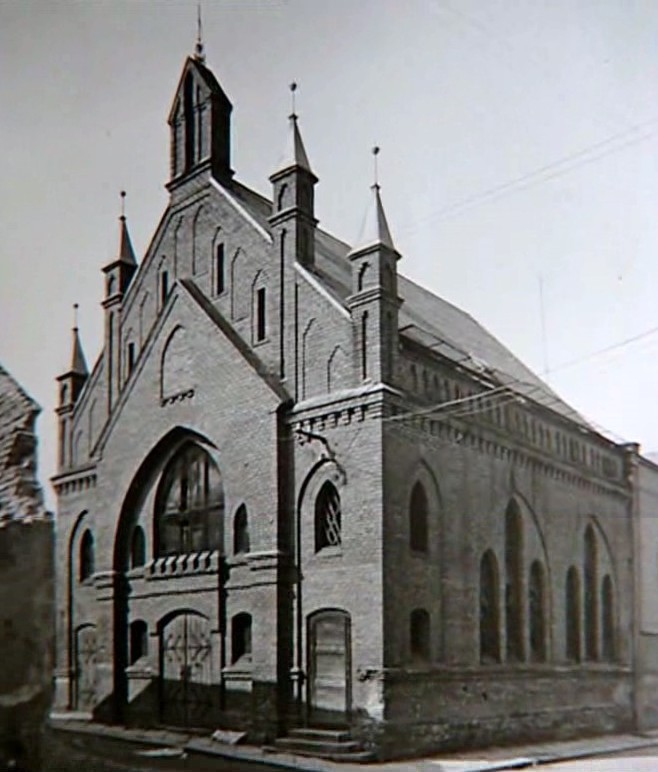
Synagoge in Pelhřimov

Die Synagoge in Pelhřimov (deutsch Pilgram), einer tschechischen Stadt in der Kraj Vysočina (Region Hochland), wurde Ende des 19. Jahrhunderts erbaut und in den 1960er Jahren abgerissen.

## Geschichte
Die Synagoge wurde 1890/91 errichtet. Zu dieser Zeit zählte die jüdische Gemeinde circa 300 Mitglieder. Nach dem Zweiten Weltkrieg und der Ermordung der Juden im Holocaust diente das Gebäude viele Jahre als Großmarktlager für Lebensmittel.
1967 (zwei Jahre bevor das historische Stadtzentrum unter Denkmalschutz gestellt wurde) wurde die ehemalige Synagoge abgerissen. An der Stelle wurde ein Geschäft gebaut.

## Architektur
Das Bauwerk wurde nach Plänen des Wiener Architekten Max Fleischer erbaut. Der neugotische Stil wurde besonders durch Spitzbogen und gotische Fenster betont. Neben dem Haupteingang auf der Westseite gab es noch rechts und links davon zwei Türen sowie einen weiteren Eingang an der Nordseite. Vermutlich gab es neben einer Empore an der Westseite noch weitere Plätze für die Frauen auf gleicher Höhe mit den Männern in zwei Seitenschiffen.
Der Toraschrein war gegenüber dem Eingang an der Ostseite; davor stand die Bima. Dies ist in Synagogen des Reformjudentums üblich, während im orthodoxen Judentum die Bima in der Raummitte steht.